# سابروليت

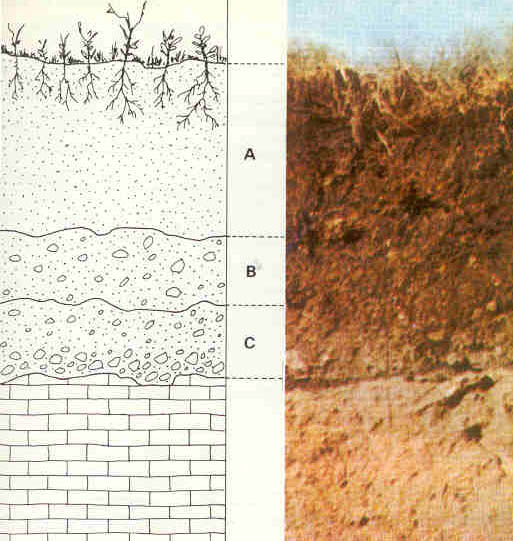
صورة توضيحية لطبقات التربة حيث السابروليت يُمثل الطبقة C.

السابروليت (بالإنجليزية: Saprolite)‏، هي صخور متحللة كيميائياً، تشكل السابروليت في المناطق السفلية من طبقات التربة وتمثل التجوية العميقة لسطح القاعدة الصخرية. في معظم النتوئات يأتي لونها من مركبات حديديك. تنتشر ملامح التجوية شديدة العمق على اليابسة القارية بين خطي العرض 35 درجة شمالاً و 35 درجة جنوباً.
تتضمن شروط تكوين الحطام الصخري عميق التجوية إغاثة معتدلة طبوغرافيا مسطحة بما فيه الكفاية لمنع التآكل وللسماح بالرشح لمنتجات التجوية الكيميائية. الشرط الثاني هو فترات طويلة من الاستقرار التكتوني. النشاط التكتوني وتغير المناخ يمكن أن يسبب التآكل. الشرط الثالث هو المناخ المداري الرطب إلى المناخ المعتدل.
جدير بالذكر أن مخزون أحجار السابروليت المتراكبة بشكل سيئ قادر على إنتاج المياه الجوفية، والتي غالبا ما تكون مناسبة للماشية.